# Markacist
Markacist je posebej usposobljen strokovni delavec, član planinskega društva, ki skrbi za označevanje in vzdrževanje planinskih poti, katerih skrbnik je to planinsko društvo. Zna organizirati in izvesti delo na poteh za katere je zadolženo planinsko društvo, pa tudi na širšem območju ne le v matičnem planinskem društvu.

## Zgodovina
Slovensko planinsko društvo je že ob svoji ustanovitvi leta 1893 začelo z označevanjem planinskih poti. V prvem letu svojega obstoja je označilo 97 planinskih poti. To delo je prevzela in ga nadaljuje Planinska zveza Slovenije. Za prvo nadelano in označeno pot štejemo planinsko pot na Donačko goro, ki je bila leta 1853 urejena za potrebe zdraviliškega turizma (Planinski vestnik 2, 1896). V Julijskih Alpah je bila kot prva označena pot iz Bohinja čez Komarčo na Triglav leta 1879.

## Usposabljanje
Za označevanje, vzdrževanje in nadelavo planinskih poti usposablja Komisija za planinske poti pri Planinski zvezi Slovenije markaciste in inštruktorje markaciste. 
Usposabljanje za markacista poteka po programu, ki ga je potrdila Komisija za vzgojo in izobraževanje PZS in Strokovni svet RS za šport. Izvaja se vsako leto. Število udeležencev je omejeno na 25 na en tečaj.
Program usposabljanja je namenjen vsem članom planinskih društev, ki želijo opravljati to prostovoljno delo.
Program je namenjen pridobitvi strokovne usposobljenosti za:
- delo na planinskih poteh,
- vodenje markacijskih odsekov ali odsekov za planinske poti,
- dajanje predlogov in pobud za izvajanje projektov na področju vzdrževanja in označevanja planinskih poti,
- sodelovanje s pristojnimi institucijami izven PZS.

Usposabljajo pa se lahko tudi:
- vodniki Planinske zveze Slovenije, člani Gorske reševalne službe Slovenije in gorski vodniki,
- gozdarji območnih enot Zavoda za gozdove Slovenije, ki bodo markirali evropske pešpoti in
- predavatelji, ki bi želeli predavati s področja spoznavanja problematike planinskih poti.

Udeleženci se naučijo razumeti:
- pomen vsebin s področja označevanja in vzdrževanja planinskih poti za delovanje planinske organizacije,
- pojme, dejstva in zakonitosti,
- zahteve po enotnem strokovnem delovanju markacistov,
- odgovoren odnos do okolja in narave ter pomen aktivnega varovanja okolja.

Področje delovanja markacista in inštruktorja markacista ureja Pravilnik o markacistu.

## Program usposabljanja
Program usposabljanja se izvaja v več delih, običajno v eni od planinskih koč.
Usposabljanje za naziv markacist obsega:
- štiridnevni osnovni tečaj;
- izdelavo seminarske naloge in pisni izpit;
- dve leti pripravništva.

Vsebina seminarske naloge se nanaša na evidenco planinskih poti in vnos v geografski informacijski sistem. Tečajnik vriše pot v DTK 1:25.000 in izdela opis poti. Teoretični del izpita predstavljajo pisni testi iz tematik, ki so jih obravnavali na tečaju.

## Licenčno izpopolnjevanje
Markacist PZS podaljšuje svojo licenco vsako leto. Do 31. januarja mora Komisiji za pota poslati (skupaj z izkaznico) pisno poročilo o delu v preteklem letu, ki ga potrdi matično planinsko društvo. Na podlagi tega poročila se mu podaljša veljavnost naziva in to vpiše v njegovo izkaznico.
Markacist mora vsakih pet let opraviti dodatno licenčno usposabljanje. Pogoj je, da je bil v petih letih aktiven na najmanj petih akcijah. Za uspešno končan licenčni seminar je potrebna 100 % udeležba pri teoretičnem in praktičnem delu.
Če markacist licence ne podaljša dvakrat zapored, mora pred udeležbo na dodatnem licenčnem usposabljanju ponovno izpolniti posebne pogoje (število akcij). Izpolnjevanje pogojev dokazuje s potrjenim seznamom opravljenih akcij.

## Predmetnik
Teoretični del usposabljanja obsega naslednje predmete:
- Organiziranost markacistov (pravice, dolžnosti, obseg dela, nastanek planinske poti, zgodovina)
- Pomen in vsebina planinskih poti (razlikovanje pot in planinska pot, kategorizacija, pogoji za odpiranje nove ali opustitev obstoječe planinske poti)
- Označevanje planinskih poti – vzdrževanje in nadelava (osnovne, izjemne, zimske  oznake, )
- Spoznavanje in varstvo gorske narave na planinskih poteh (odnosi in zakonistosti)
- Varovalne naprave (predstavitev, namen, izdelava in namestitev)
- Dokumentacija (pojem in pomen dokumentacije, vsebina, vodenje, poročanje)
- Osebna zaščita in varovanje (seznanitev, uporaba - plezalni pas, uporaba vozlov, vponk, samovarovalnega sestava)

Praktični del obsega:
- Tehnika markiranja (delo na terenu ob koncu tečaja) (označevanje in vzdrževanje planinskih poti, tehnologija označevanja, uporaba orodij)
- Varovalne naprave
- Osebna zaščita in varovanje

## Priznanje Alojza Knafelca
Markacist ali markacijski odsek lahko za svoje uspešno delo dobi tudi priznanje ali diplomo Alojza Knafelca, ki ga podeljuje Komisija za planinske poti pri PZS. Priznanje ali diploma se podelita za:
- za dolgoletno in požrtvovalno delo na planinskih poteh
- za življenjsko delo na področju planinskih poti
- za izjemne dosežke pri markiranju in vzdrževanju
- za vzgojo novih kadrov
- za publicistično dejavnost
- za izjemen prispevek za vzdrževanje planinskih poti
- za vzdrževanje in publiciranje vezne ali krožne planinske poti

Diploma Alojza Knafelca se podeljuje markacistu za njegovo življenjsko delo na področju planinskih poti ali vsaj 20 let delovanja.